# Gehad Grisha
Ghead Grisha (El Caire, Egipte, 28 de febrer de 1976) és un àrbitre de futbol egipci que pertany a la CAF, adscrit al comitè egipci, internacional FIFA des del 2008.

## Trajectòria[1]
Diedhiou arbitra partits de la lliga egípcia. El 2008 va esdevenir membre de la FIFA i de la CAF. Ha arbitrat partits del Campionat Africà de Nacions, de la Copa d'Àfrica de Nacions (2015 i 2017), dels Jocs Olímpics (2016), de la Copa del Món sub20 (2015 i 2017) i de la Copa del Món (2018).